# Mareca
Mareca Stephens, 1824 è un genere di uccelli della famiglia degli Anatidi.

## Tassonomia
Il Congresso Ornitologico Internazionale (2018) assegna al genere Mareca le seguenti specie, in precedenza incluse nel genere Anas:
- Mareca strepera (Linnaeus, 1758) - canapiglia
- Mareca falcata (Georgi, 1775) - anatra falcata
- Mareca penelope (Linnaeus, 1758) - fischione eurasiatico
- Mareca sibilatrix (Poeppig, 1829) - fischione del Cile
- Mareca americana (J.F.Gmelin, 1789) - fischione americano
- Mareca marecula (Olson & Jouventin, 1996) -  fischione dell'isola di Amsterdam †